# Apogonia impressipyga
Apogonia impressipyga är en skalbaggsart som beskrevs av Frey 1962. Apogonia impressipyga ingår i släktet Apogonia och familjen Melolonthidae. Inga underarter finns listade i Catalogue of Life.